# Тереза Кристина Бурбон-Сицилійська
Тереза Кристина Бурбон-Сицилійська (італ. Teresa Maria Cristina di Borbone-Due Sicilie, порт. Teresa Cristina de Bourbon-Duas Sicílias) — принцеса Обох Сицилій, після шлюбу імператриця Бразилії.